# Fool's Overture
"Fool's Overture" és la cançó que tanca l'àlbum de Supertramp de 1977, Even in the Quietest Moments, Escrita i cantada pel guitarrista / teclista Roger Hodgson, la cançó és un collage d'instrumentació progressiva i multiples samples de so. Primer s'escolten fragments del famós discurs de la Cambra dels Comuns de Winston Churchill, el 4 de juny de 1940, sobre la implicació de la Gran Bretanya a la Segona Guerra Mundial ("We shall fight on the beaches") la part en concret és "We shall go on to the end... we shall fight on the seas and oceans... we shall defend our Island, whatever the cost may be... we shall never surrender." i després se senten sons de cotxes, sirenes de la policia i les campanes del Big Ben de Londres. També s'inclou un fragment a flauta de la "Venus" de Gustav Holst, de la seva suite orquestral The Planets. així com una lectura de la primera estrofa del poema de William Blake "And did those feet in ancient time" (més coneguda com a "Jerusalem"), acabada per una breu mostra de la cançó "Dreamer" de la pròpia banda.
Tot i que és està escrita i compsta per Hogdson en els crèdits apareix la seva co autoria amb Rick Davies.

## Història
Segons ha declarat Roger Hogdson és una de les seves composicions favorites; "Va ser molt màgic la manera de confluir. Van ser en realitat tres peces de música que vaig tenir al cap durant uns quants anys i, després, un dia van confluir en el que crec que és una magnífica peça de música èpica."
Una part de la cançó es va utilitzar com a tema musical per al programa de notícies canadenc W5 (qui, quan, què, on, per què) als anys 70 i 80.

## Crítiques musicals
En una crítica retrospectiva, Paul Elliott del portal web Classic Rock defineix la cançó com una peça quasi religiosa que evidencia el gran rock progressiu que feia la banda.